# Волхонка (станция метро)
«Волхо́нка» — планируемая станция Московского метрополитена на Калининско-Солнцевской линии. Будет связана пересадкой со станцией «Кропоткинская» на Сокольнической линии. Будет располагаться в районе Хамовники (ЦАО) под Соймоновским проездом и площадью Пречистенские Ворота. Получила своё название по одноимённой улице. Станцию планировали начать строить после 2021 года в составе участка «Деловой центр» — «Третьяковская», который соединит Калининскую и Солнцевскую линии, но на данный момент сроки строительства неизвестны.

## История
Название станции было утверждено 24 июня 2008 года постановлением Правительства Москвы на основании предложения городской межведомственной комиссии по наименованию территориальных единиц, улиц и станций метрополитена.
В интервью в январе 2010 года начальник столичного метрополитена именовал эту станцию «Остоженкой».
В феврале 2012 года велись работы по освоению местности и геодезические работы. В конце января 2012 года на сайте Метрогипротранса появился проект станции. 29 января 2014 года была подобрана площадка под строительство подземного вестибюля станции на площади Пречистенские Ворота. В июне 2014 года начался снос кафе «Шоколадница» и салона мобильной связи «Связной», на месте которых будет переход на станцию «Кропоткинская».
По состоянию на февраль 2017 года строительные работы не начинались. В августе 2017 года стало известно о том, что строительные работы на центральном участке Калининско-Солнцевской линии, включающем в себя станцию «Волхонка», предполагается начать в 2021—2022 годах, после того, как замкнётся Большая кольцевая линия.
Согласно Адресной инвестиционной программе города Москвы (приложение к постановлению Правительства Москвы от 10 октября 2017 года), станция входит в перечень объектов строительства до 2023 года. Несмотря на это, в начале 2018 года участок «Деловой центр» — «Третьяковская» полностью исчез из планов по строительству метрополитена. Однако позднее стало известно, что станция всё-таки будет построена.
13 марта 2019 года в интервью телеканалу ТВЦ мэр Москвы Сергей Собянин заявил, что соединение Калининского и Солнцевского радиусов не планируется, однако позднее стало известно, что к обсуждению проекта станции вернутся к 2023 году.
18 февраля 2020 года власти неожиданно вернулись к проекту соединения Калининско-Солнцевской линии. Заместитель мэра по Градостроительной политике Андрей Бочкарёв заявил, что сейчас изучаются возможности соединения Калининского и Солнцевского радиусов и о проблемах строительства в местах повышенной сложности из-за нестабильного грунта и плотной исторической застройки на поверхности. Он сказал, что центральный участок будет строиться и что тоннелепроходческий комплекс завершит свою работу на «Третьяковской», однако даты начала и конца строительства не уточнил.

## Архитектура и оформление
Станция будет построена по типовому проекту. Ввиду близости к Пушкинскому музею архитекторы решили сделать станцию в виде выставочного зала. Директор, а впоследствии президент музея Ирина Антонова поддержала эту идею и направила мэру Москвы Сергею Собянину просьбу сделать станцию высокохудожественной.
Скульптуры и картины будут не оригинальными (слепки и копии), поскольку в метро отсутствуют надлежащие условия для их сохранности. В целях безопасности пассажиров на станции должны были быть установлены платформенные раздвижные двери из тонированного стекла высотой в 3 метра. От этих перегородок вскоре отказались, как и на всех остальных станциях Солнцевского радиуса.